# Утенские говоры

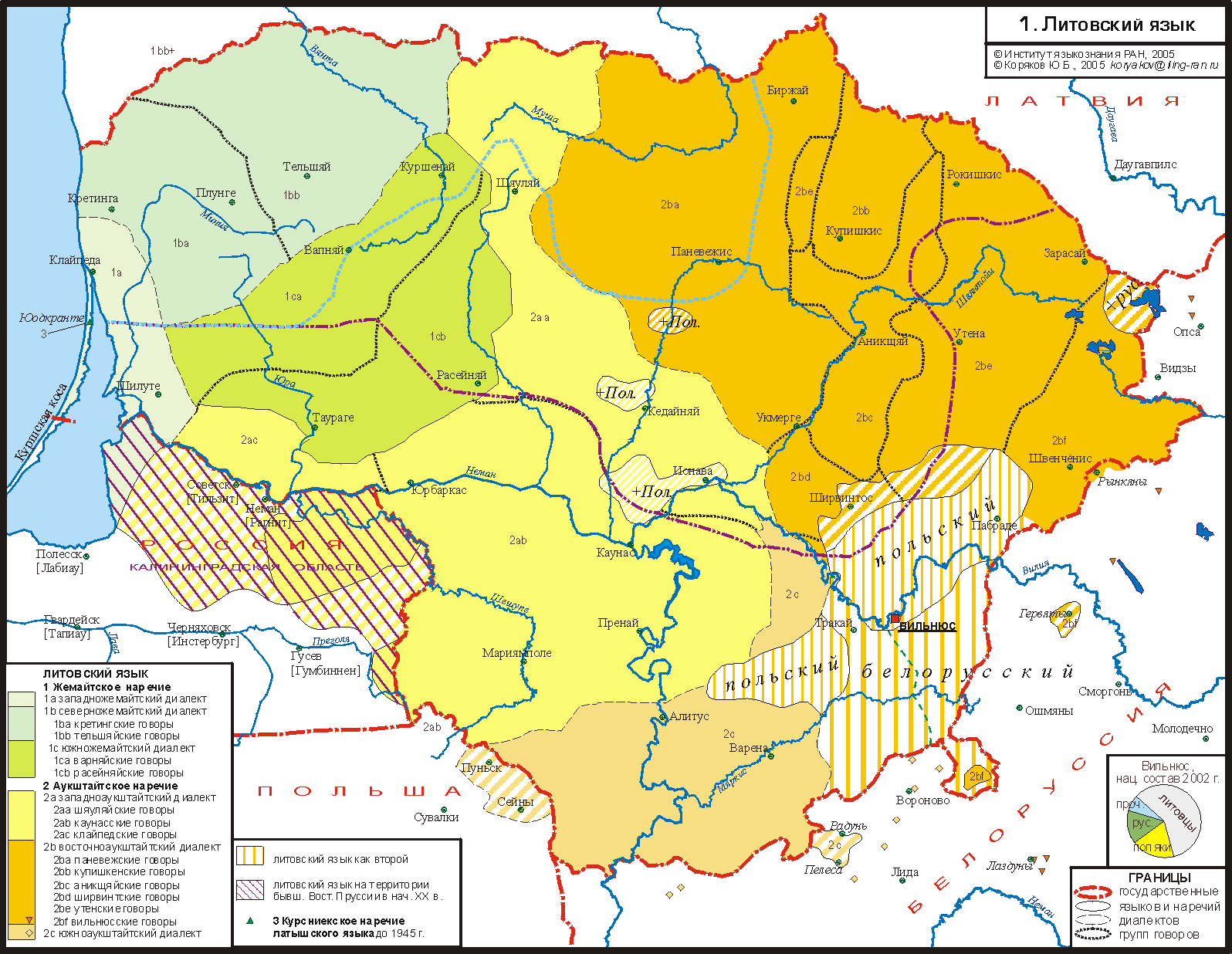
Ареал утенских говоров на карте распространения литовского языка (по данным классификации 1964 года)

Утенские говоры (лит. Uteniškiai) — говоры аукштайтского (верхнелитовского) наречия, распространённые в северо-восточной части Литовской Республики, в окрестностях Утены. Входят вместе с паневежскими, купишкисскими, ширвинтскими, аникщяйскими и вильнюсскими говорами в состав восточноаукштайтского диалекта, одного из трёх аукштайтских диалектов наряду с западноаукштайтским и южноаукштайтским.

## Область распространения
Ареал утенских говоров размещается в восточных районах историко-этнографических области Аукшайтия. 
Согласно современному административно-территориальному делению Литвы, ареал утенских говоров занимает северно-восточную часть территории Литовской Республики, а точнее северную часть Паневежского уезда.
Ареал утенских говоров на севере граничит с областью распространения паневежских , на востоке — купишкисских, а на юге — аникщяйских говоров.